# I. Alfonz portugál király
I. Alfonz (Guimarães, 1109?, a hagyomány szerint július 25. – Coimbra, 1185. december 6.), vagy Hódító Alfonz, (portugál nevén Afonso Henriques – IPA /ɐ'fõsu ẽ'ʁikɨʃ/; o Conquistador, a „hódító”), Portugália első királya volt, aki 1139-től uralkodott, miután kimondta az ország függetlenségét Leóni Királyságtól.
Más ismert névváltozatai: Affonso (óportugál), Alfonso vagy Alphonso (Portugál-Galiciai) vagy Alphonsus (latin).

## Élete

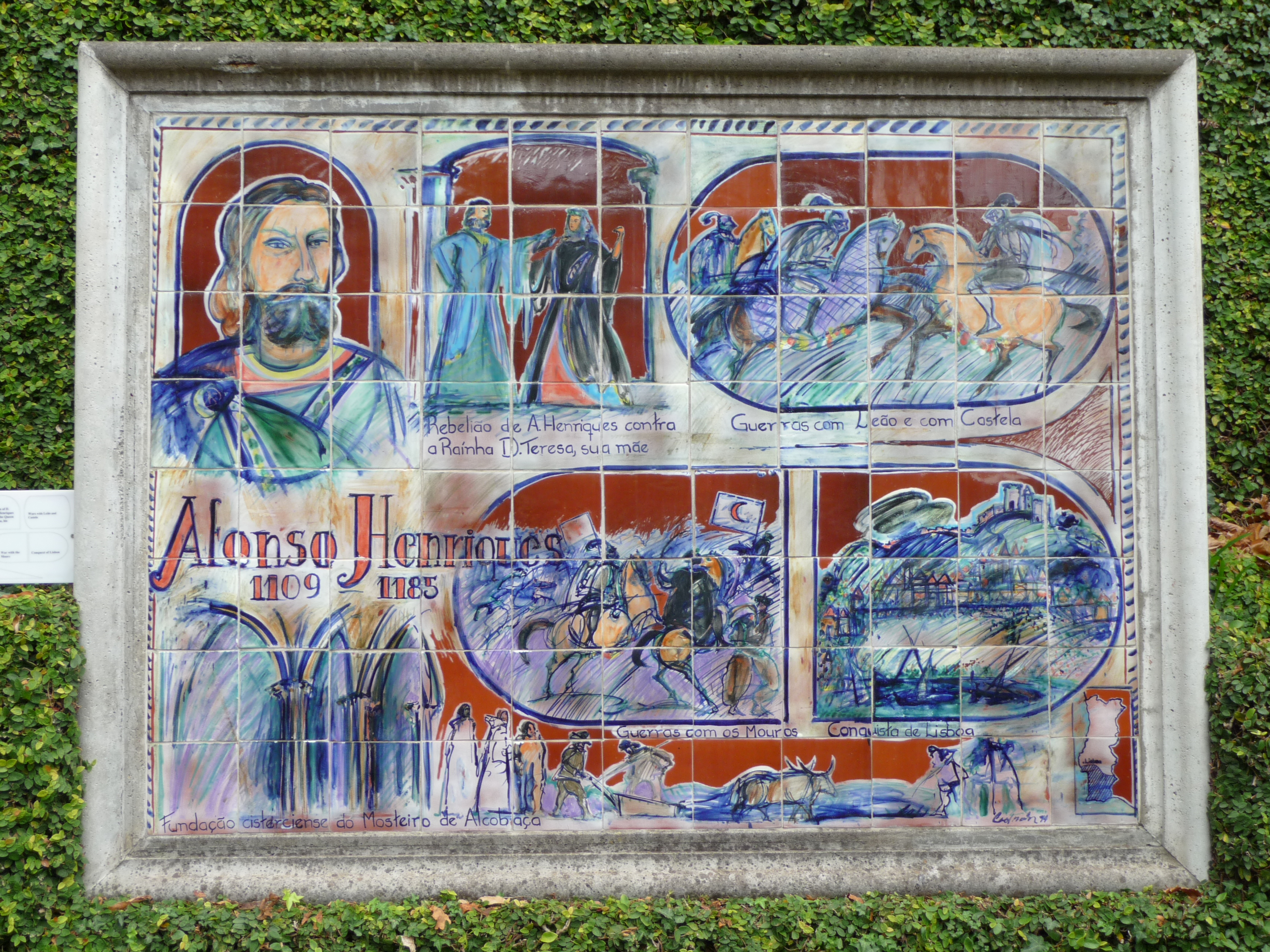
Azulejo Alfonz életének fontosabb jeleneteivel (Madeira, Monte, Trópusi Kert)
1. Felkelése anyja ellen
2. Függetlenségi háborúja León ellen; a costelai csata
3. hadjáratai a mórok ellen
4. Lisszabon bevétele
5. A ciszterciek alcobaçai kolostorának alapítása

Afonso Burgundiai Henrik portugál grófnak és VI. (Bátor, Vitéz) Alfonz kasztíliai és leóni király törvénytelen lányának, Leóni Teréziának a gyermeke volt. 1139-ben, az ourique-i csata után kiáltották ki királynak.

### Családja és a történelmi háttér
A 11. század végén az Ibériai-félsziget politikai életének középpontjában még mindig a Reconquista állt, az összeomlott Córdobai Kalifátus muszlim utódállamainak felszámolása. Ugyanakkor az európai arisztokrácia erejét a Jeruzsálem visszafoglalására törő keresztes háborúk kötötték le. VI. Alfonz csak francia segítségre számíthatott a mórok ellen, de cserében nagy árat kellett fizetnie: lányát, Urracát feleségül kellett adnia Burgundiai Rajmundhoz, a burgund gróf ifjabbik fiához, Leóni Terézia hercegnőt pedig a gróf öccséhez, Burgundiai Henrikhez, akinek anyja a barcelonai gróf lánya volt. Henrik Portugália grófja lett, ami akkor nehéz tiszt volt, mivel a Galiciától délre fekvő területre gyakran betörtek a mórok. Henrik azonban feleségével, Teréziával, mint társuralkodóval megőrizte a területet VI. Alfonznak.

### A független Portugália megteremtése
Ebből a házasságból több fiú született, de csak Alfonz Henrik maradt életben. Valószínűleg 1109-ben vagy akörül született, és anyja gyámsága alatt már 1112-ben követnie kellett apját a grófi székben.
Nagyon korán tört ki első komoly politikai konfliktusuk: a tizenegy éves Alfonznak már saját elképzelései voltak. 1120-ban anyjával szemben Braga érsekének pártját fogta, és ennek az lett a következménye, hogy az érsekkel együtt száműzték. Alfonz az érsek mellett több évet töltött külföldön.
Amikor elérte a 14 éves kort, azaz nagykorúvá vált, lovaggá ütötte magát a zamorai katedrálisban. Később sereget gyűjtött, hogy visszafoglalja örökségét. 1128-ban Guimarães közelében, a São Mamede-i csatában legyőzte anyja szeretőjét és szövetségesét, a galiciai Fernando Peres de Trava grófot, és örökre száműzte anyját egy leóni kolostorba. Ezzel megszűnt annak a veszélye, hogy a portugál grófságot a Galiciai Királyság kebelezze be: Alfonz a függetlenséget kívánó nép, a nemesek és a papság támogatásával Portugália egyedüli ura lett. Legyőzte VII. Alfonz kasztíliai királyt, León urát, anyja másik szövetségesét is, és ezzel Portugália több évszázados függés után ténylegesen elszakadt Leóntól. 1129. április 6-án nyilatkozatot diktált, amelyben Portugália hercegévé nyilvánította magát.

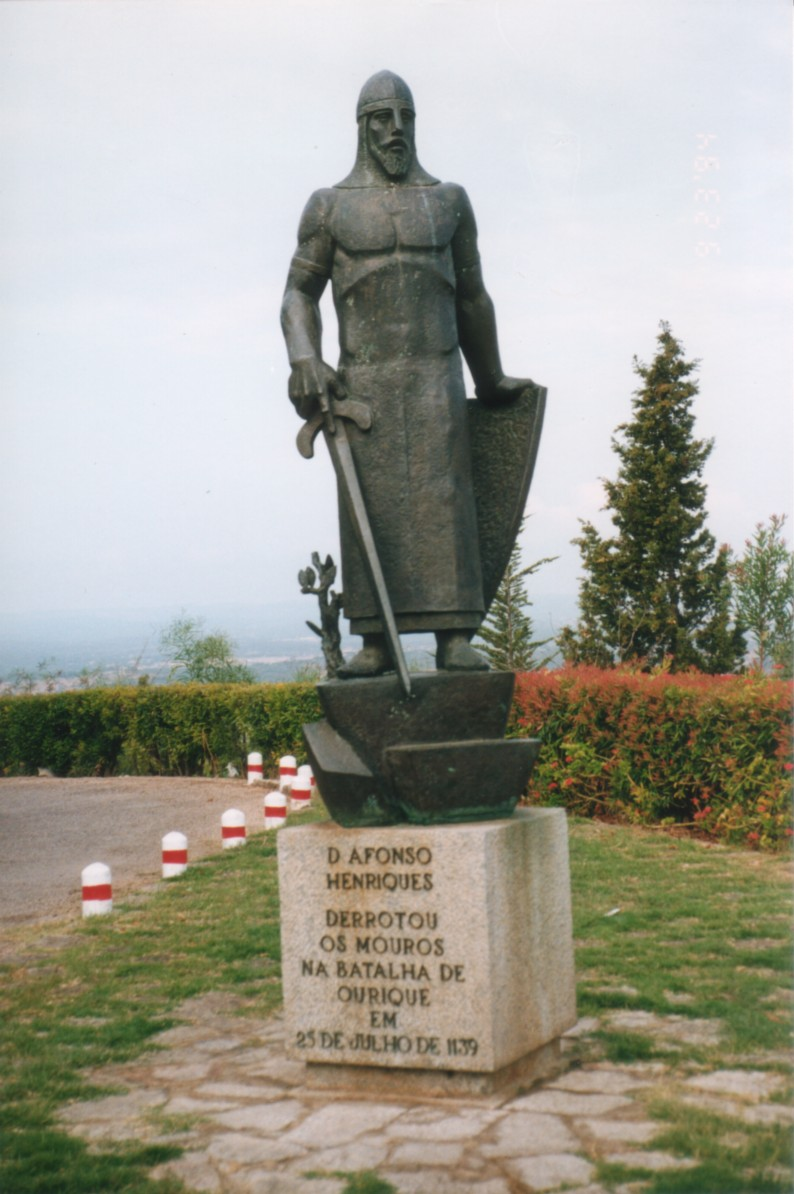
Szobra Alentejóban.

Ezután fegyvereit az örök ellenség, a mórok felé fordította. A hadjárat sikeres volt, és 1139. július 26-án az ourique-i csatában Alfonz döntő győzelmet aratott. Mindjárt a csata után katonái Portugália királyává kiáltották ki, jelezve, hogy egyenrangú Kasztília és León urával, akinek többé nem hűbérese. Így igényt tarthatott arra, hogy a világ önálló országnak ismerje el Portugáliát. A következő lépésben összehívta a portugál nemeseket Lamegóba, ahol Braga érsekétől megkapta a királyi koronát. A frissen megkoronázott király új alkotmányt adott az országnak, és ezzel megerősítette annak függetlenségét.
Ezzel azonban még nem ért véget a függetlenségért folytatott küzdelem. Alfonz sokáig élt, de csaknem egész élete ezzel a harccal telt el. A függetlenség megszilárdításához a tényleges hatalmon kívül szükség volt arra is, hogy a szomszédos országok (legfőképp pedig a római katolikus egyház és a pápa) független országnak ismerjék el Portugáliát.

### További munkája a függetlenségért
Alfonz nem csak a háborúban, de a békében is rátermett uralkodónak bizonyult. Feleségül vette Savoyai Mafaldát, III. Amadé savoyai gróf lányát, és követeket küldött Rómába, hogy tárgyaljanak a pápával. Portugáliában számos kolostort építtetett, és kiváltságokkal ruházta fel a katolikus rendeket. 1143-ban levelet írt II. Ince pápának, amelyben az egyház szolgájának mondta magát – e levélben közvetlen kötelékre hivatkozva kikerülte Kasztília és León királyainak közvetítését – és megígérte, hogy kiűzi a mórokat az Ibériai-félszigetről. Ez jó hivatkozási alap volt a függetlenség elismertetéséhez. 1147-ben angol keresztesek segítségével el is foglalta a móroktól Santarémet és Lisszabont. Fontos területeket foglalt el a Tagus folyótól délre is, ezeket azonban a következő években a mórok visszavették.
VII. Alfonz, Kasztília ura és Alfonz unokatestvére azonban a független Portugália uralkodóját közönséges lázadónak tekintette. Állandó konfliktusban álltak egymással, és Alfonz egy háborúban VII. Alfonz ellenében Aragónia királyának oldalára állt. Szövetségük megpecsételéséül fia, Sancho eljegyezte Dulce Berenguer aragóniai hercegnőt, a barcelonai gróf testvérét. Végül 1143-ban VII. Alfonzzal is sikerült békét kötnie, és a zamorai szerződésben Kasztília és León elismerte a portugál királyság önállóságát.
Ezzel azonban nem sikerült elejét vennie a további összetűzéseknek. 1169-ben Badajoz közelében egy összecsapásban Alfonz leesett a lováról, súlyosan megsérült, és a leóni katonák fogságába került. Váltságdíjként Portugáliának fel kellett adnia Alfonz minden korábbi hódítását Galiciában.

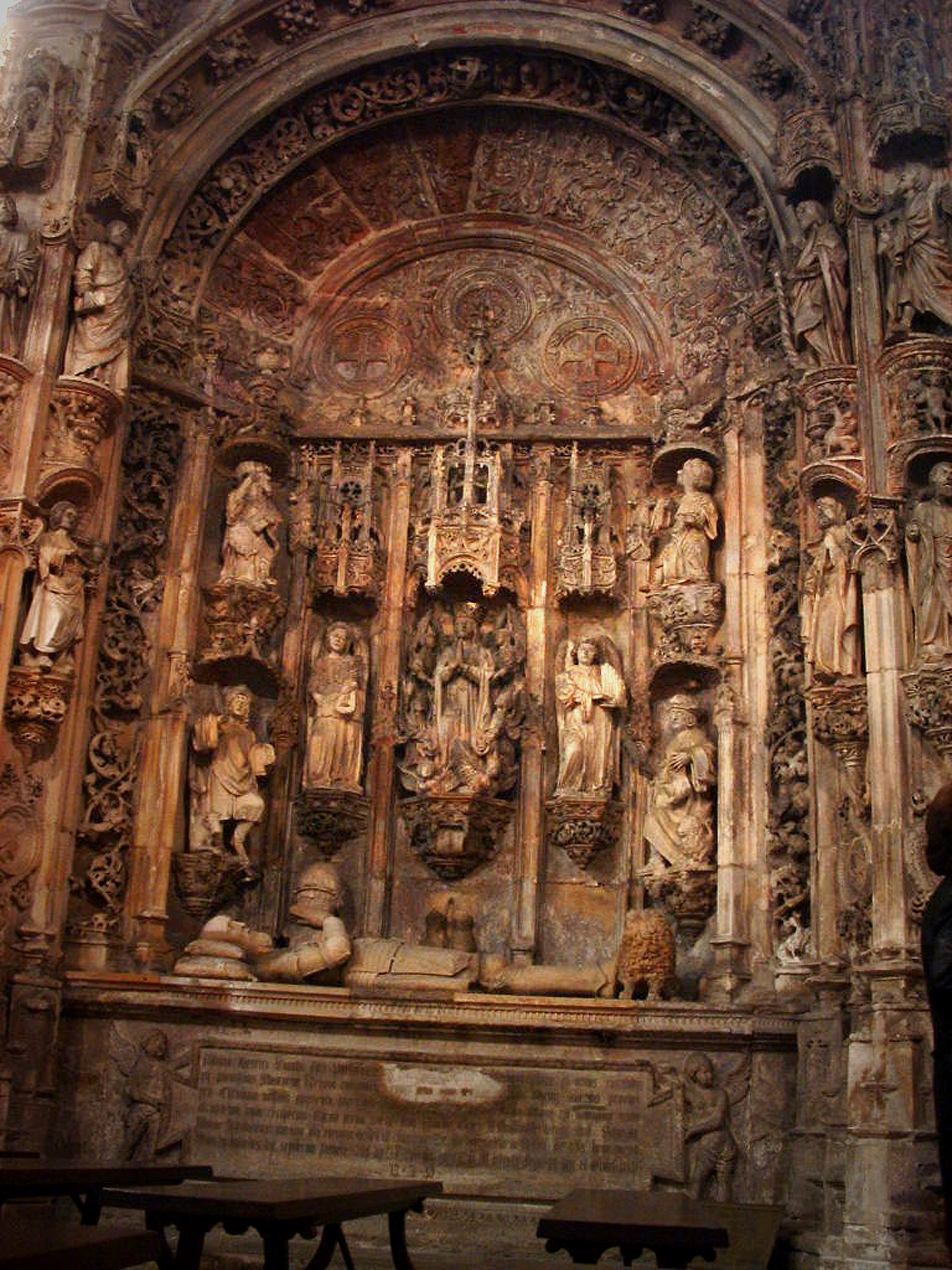
Sírja a coimbrai Mosteiro de Santa Cruzban.

Az egyháznak adott privilégiumok 1179-ben hozták meg gyümölcsüket, amikor Manifestis Probatum című bullájában III. Sándor pápa elismerte Alfonzot Portugália független királyság uralkodójának, és feljogosította arra, hogy további területeket szerezzen a móroktól. Ez volt a pecsét Portugália önálló országgá válásán, ami védelmet nyújtott Kasztília későbbi beolvasztó kísérletei ellen is.
1184-ben Alfonznak előrehaladott kora ellenére még volt ereje arra, hogy sereg élén felmentse Sanchót, akit a Santarémben a mórok ostromoltak, majd röviddel ezután meghalt.
A portugálok egyénisége miatt és nemzetük alapítójaként is hősként tisztelik.

### Sírja
2006 júliusában Portugáliában nagy vitát kavart, hogy tudósok a király sírjának felnyitását javasolták – a kormány végül (azzal a kifogással, hogy a király rendkívül fontos a portugál nemzet számára) leállította a tervet, és további garanciákat kért a tudóscsoporttól. 

## Felmenői
| I. Afonso portugál király | Apja: Henrik portugál gróf          | Apjának apja: Henrik burgundiai herceg       | Apja apjának apja: I. Róbert burgundiai herceg                    |
| I. Afonso portugál király | Apja: Henrik portugál gróf          | Apjának apja: Henrik burgundiai herceg       | Apja apjának anyja: Semuri Helie                                  |
| I. Afonso portugál király | Apja: Henrik portugál gróf          | Apjának anyja: Barcelonai Szibilla (Beatriz) | Apja anyjának apja: I. (Görbe) Berengár Rajmund, Barcelona grófja |
| I. Afonso portugál király | Apja: Henrik portugál gróf          | Apjának anyja: Barcelonai Szibilla (Beatriz) | Apja anyjának anyja: Llucai Gizella                               |
| I. Afonso portugál király | Anyja: Theresa, Portugália grófnője | Anyja apja: VI. Alfonz kasztíliai király     | Anyja apjának apja: I. Ferdinánd leóni király                     |
| I. Afonso portugál király | Anyja: Theresa, Portugália grófnője | Anyja apja: VI. Alfonz kasztíliai király     | Anyja apjának anyja: Laóni Sancha                                 |
| I. Afonso portugál király | Anyja: Theresa, Portugália grófnője | Anyjának anyja: Jimena Muñoz                 | Anyja anyjának apja: Munio Muñoz, Bierzo grófja                   |
| I. Afonso portugál király | Anyja: Theresa, Portugália grófnője | Anyjának anyja: Jimena Muñoz                 | Anyja anyjának anyja: Muniadona Muñoz                             |

## Leszármazottai
Afonso 1146-ban Savoyai Mafaldát (1125–1158), III. Amadeo savoyai gróf és Alboni Mafalda lányát vette feleségül. Több törvénytelen gyermeke is született.
| Név                                                    | Születés         | Halál             | Megjegyzés                                                                      |
| ------------------------------------------------------ | ---------------- | ----------------- | ------------------------------------------------------------------------------- |
| Savoyai Mafaldától (1125-1158)                         |                  |                   |                                                                                 |
| Henrik                                                 | 1147. március 5. | 1147.             |                                                                                 |
| Mafalda                                                | 1148             | c. 1160           |                                                                                 |
| Urraca                                                 | c. 1151          | 1188              | II. Ferdinánd leóni király felesége lett                                        |
| Sancho                                                 | 1154.            | 1212. március 26. | Örököse, Portugália második királya                                             |
| Terézia                                                | 1157             | 1218              | Flandriai I. Fülöp felesége lett, majd özvegyen Burgundiai III. Eudes felesége  |
| João                                                   | 1160             | 1160              |                                                                                 |
| Sancha                                                 | 1160             | 1160              |                                                                                 |
| Elvira Gáltertől                                       |                  |                   |                                                                                 |
| Urraca Afonso                                          | c. 1130          | ?                 | Természetes gyermeke. Aveirói Pedro Afonso Viegas felesége, Aveiro úrnője lett. |
| Többi természetes gyermeke                             |                  |                   |                                                                                 |
| Fernando Alfonso                                       | ?                | c. 1172           | Portugália nádora (portugálul Condestáve, az ország második embere)             |
| Pedro Afonso                                           | c 1130           | 1169              | A.k.a. Pedro Henriques. Az Avizi rend első nagymestere.                         |
| Portugáliai Alfonz, a Rodoszi Szent János Rend Mestere | c. 1135          | 1207              | A Rodoszi Szent János Rend 11. mestere.                                         |
| Teresa Afonso                                          | c. 1135          | ?                 | Fernando Martins Bravo vette nőül.                                              |